# The Fader
The Fader (estilizado FADER) é uma revista bimestral situada em Nova Iorque, parte do The Fader Media Group. Fundada em 1999 por Rob Stone e Jon Cohen, dedica-se à informação sobre assuntos relacionados à cultura, principalmente música e cinema. Em 2006, converteu-se como primeira publicação impressa lançada através iTunes Store.